# Julens hjältar (datorspel)
Julens hjältar är ett datorspel för PC och Mac från 1999 som utvecklades av Korkeken och distribuerades av Young Genius. Spelet bygger på julkalendern i SVT från 1999 med samma namn och fick år 2000 uppföljaren Skrotens hjältar.

## Upplägg
I spelet finns 24 minispel som låses upp med en kod som avslöjades i slutet av julkalendern i TV och på SVT:s hemsida.

## Mottagande
Aftonbladets recensent Henrik Rudin gav spelet 5 av 5 i betyg och beskrev spelet som välgjort med en lagom svårighetsgrad. Göteborgs-Postens recensent Karin Torgny gav spelet 4 av 5 i betyg. TT Spektras recensent Thomas Arnroth gav spelet 4 av 5 i betyg och beskrev spelet som "mysiga bagateller" till ett förmånligt pris.
Expressens recensent Peter Öhman gav spelet 3 av 5 i betyg och beskrev minispelen som enkla och för lika varandra och datoranpassningen som snygg och enkel med snygg grafik. Dessutom så frågade sig Öhman vem spelet var tänkt för då han menade att minispelen var för svåra för mindre barn med småpyssel som var tämligen onödiga och redan finns i de flesta andra datorpaket.